# Zilchiopsis cryptodus
Zilchiopsis cryptodus är en kräftdjursart som först beskrevs av Ortmann 1983.  Zilchiopsis cryptodus ingår i släktet Zilchiopsis och familjen Trichodactylidae. IUCN kategoriserar arten globalt som otillräckligt studerad. Inga underarter finns listade i Catalogue of Life.